# Edmond Laskine
Edmond Armand Laskine, dit Edmond Laskine, né le 29 avril 1890 à Paris et mort en 1943 dans la même ville, est un avocat, écrivain, journaliste, économiste et homme politique français.
Marxiste de formation et adhérent de la Section française de l'Internationale ouvrière (SFIO), il évolue durant la Première Guerre mondiale vers une opposition résolue à l'Internationalisme, outil selon lui du Pangermanisme et de l'hégémonie de l'Allemagne sur les autres nations. Il devient ainsi le promoteur d'un Socialisme national farouchement hostile au marxisme allemand. Il se rapproche par la suite des radicaux-socialistes et entre au gouvernement.
Il est le traducteur en français, en 1911, de Anti-Dühring, livre de Friedrich Engels paru en 1878.

## Biographie

### Débuts dans les milieux socialistes
Né en 1890 à Paris, Edmond Laskine est le fils, avec sa sœur Lily Laskine, de Ernest (Isaïe) Laskine et de Dora Seguel, deux immigrés d'origine juive ayant fui la Russie tsariste.

Après ses premières années d'études, il entre à l'École normale supérieure en 1909 et commence à graviter dans les réseaux socialistes universitaires ("socialistes de la chaire") et intellectuels en devenant professeur à l’École socialiste (fondée en 1899 par Charles Andler et Lucien Herr)  et en rédigeant des comptes rendus de lecture dans la Revue sociologique et La Revue socialiste. Dans ses premiers travaux, il s'intéresse particulièrement aux relations entre protectionnisme et socialisme. Il en arrive à la conclusion que "l'effet des droits protecteurs [est] d'amener une hausse de prix, de diminuer par conséquent le standard of life de l'ouvrier et de réduire sa consommation". Il se prononce ainsi comme un défenseur du libre-échange:
"Le maintien ou l'instauration des droits protecteurs est le mot d'ordre des Junkers prussiens, des Lords anglais, et des grands capitalistes américains. Le libre-échange est la politique douanière de la démocratie". (citation reprise d'un résumé d'une conférence)
Aussi, sans doute en raison de ses origines juives et de sa formation d'avocat, il en vient à donner des conférences à l'Université Populaire Juive (Paris) sur des thèmes comme "Le droit et l'équité dans le Talmud".

### Contre le Pangermanisme

#### "Les Socialistes du Kaiser" et l'excommunication
En 1915, en pleine Première Guerre mondiale, Laskine devient collaborateur au journal Le Matin et entame dans les premiers mois de l'année la publication régulière d'articles cherchant à démontrer "que le pangermanisme et le militarisme constituaient l'essence du marxisme et la doctrine de la "sozial-démokratie" allemande et que celle-ci était coupable d'avoir déclenché intentionnellement la guerre avec la France. Par la suite, ses articles sont compilés pour paraître sous la forme d'une brochure appelée "Les Socialistes du Kaiser: la fin d'un mensonge". Cette brochure, dès sa sortie, fait instantanément scandale dans les milieux socialistes de la SFIO. En effet, L'Humanité publie un article de Jean Longuet présentant Laskine comme "une renégat du socialisme":
"M. Laskine, comme tous les renégats, s'acharne avec une extrême impudeur contre les idées et les hommes qu'il vénérait hier, et ne connaît, dans ses attaques venimeuses, aucune mesure ni aucune limite". 
Ce discours est ensuite largement repris par la presse socialiste, actant définitivement la rupture entre Laskine et les socialistes internationalistes. Par ailleurs, quand il publie sa brochure, celle-ci est très favorablement accueillie par les journaux nationalistes et monarchistes comme La Patrie de Émile Massard, La Libre Parole de Édouard Drumont et particulièrement L'Action française de Charles Maurras: 
"Pour M. Edmond Laskine, les faits précis qu'il apporte en témoignage prouvent qu'il appartient à ce groupe de socialistes lucides qui, à l'exemple de M. [Charles] Andler, ont vu arriver le péril et l'ont appelé par son nom."

#### "L'Internationale et le Pangermanisme"

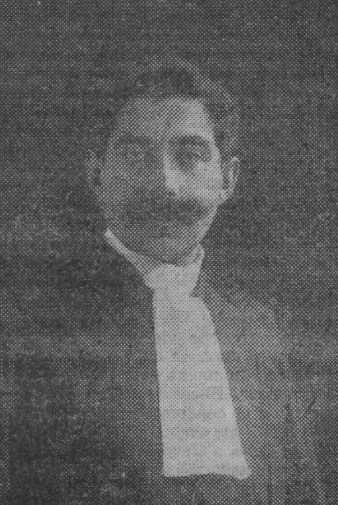
Edmond Laskine en robe d'avocat en 1922.

Ainsi, Edmond Laskine fait partie de ces socialistes comme James Guillaume, Maurice Allard, Charles Andler, Hubert Bourgin, Alexandre Zévaès, Gustave Hervé, Edmond Letailleur (Lysis), Albert Goullé, etc. qui se sont lancés dans une vive critique de l'Internationale ouvrière, de Karl Marx et du marxisme pendant la guerre.

## Œuvres
- Les Socialistes du Kaiser, la fin d'un mensonge, éditions H. Floury, Paris, 1915
- L'Internationale et le pangermanisme, éditions H. Floury, Paris, 1916 (réédition Ressouvenances, 2010)
- Le socialisme national, éditions La Renaissance du livre, Paris, 1917
- La Démocratie française et le Rhin, éditions H. Floury, Paris, 1917
- Le Socialisme suivant les peuples, éditions E. Flammarion, Paris, 1920

## Sources
1. 1 2  Alain Garric, « Edmond Laskine »
2. ↑  Emmanuel Jousse, « Des langues du matérialisme historique: L’Anti-Dühring d’Engels et ses traductions (1877-1911) », Mil neuf cent. Revue d'histoire intellectuelle, no 29,‎ 2021, p. 11-40 (lire en ligne )
3. ↑  « La Question douanière et le Socialisme », La Revue socialiste,‎ 15 mars 1914, page 268 (lire en ligne)
4. ↑  « Nouvelles diverses », L'Univers israélite,‎ 9 janvier 1914, page 16 (lire en ligne)
5. 1 2  Charles Maurras, « La politique », L'Action Française,‎ 28 avril 1915, page 1 (lire en ligne)
6. ↑  Edmond Laskine, « Les preuves de la préméditation: Comment la sozialdemokratie a préparé la guerre », Le Matin,‎ 12 février 1915, page 2 (lire en ligne)
7. ↑  Jean Longuet, « Contre l'Internationale », L'Humanité,‎ 27 avril 1915, page 1 (lire en ligne)
8. ↑  « La bave de reptile: Réflexions d'un combattant », L'Eclaireur de l'Ain,‎ 27 juin 1915, page 1 (lire en ligne)
9. ↑  « Karl Marx Pangermaniste », Le Combat Social,‎ 11 mars 1933, page 1 (lire en ligne)
10. ↑  Pugliesi-Conti, « La fin d'un mesonge », La Patrie,‎ 23 avril 1915, page 1 (lire en ligne)
11. ↑  Jean Drault, « Menus propos: Liebknecht et son épouse », La Libre Parole,‎ 22 mars 1915, page 1 (lire en ligne)
12. ↑  Charles Maurras, « La politique », L'Action Française,‎ 25 avril 1915, page 1 (lire en ligne)